# Cérémonie de clôture des Jeux paralympiques d'été de 2012
La cérémonie de clôture des Jeux paralympiques d'été de 2012 a eu lieu au Stade olympique de Londres à Londres en Grande-Bretagne le 9 septembre 2012.
La cérémonie a eu pour thème les festivals et les quatre saisons. Le groupe britannique de rock Coldplay a réalisé un concert pendant la cérémonie. Ont également participé des artistes invités tels que Rihanna et Jay-Z.
Lors d'une cérémonie protocolaire, le drapeau paralympique a été transmis par Boris Johnson, maire de Londres, à Eduardo Paes, maire de Rio de Janeiro, ville hôte des Jeux paralympiques d'été de 2016. Lors de son discours de clôture, le président du Comité International Paralympique, Philip Craven, a félicité Londres pour avoir accueilli «les plus grands Jeux Paralympiques de tous les temps». Après la clôture officielle des Jeux, la flamme paralympique a été éteint par la nageuse Eleanor Simmonds et le sprinter Jonnie Peacock.

## Hymnes
- Lissa Hermans - Hymne national britannique
- Paraorchestre Britannique -  Hymne paralympique
- Paraorchestre Britannique -  Hymne national brésilien